# Діран
Діран або Мінапін (урду دیرن, англ. Diran) — вершина в групі Ракапоші Ренж, частині Каракорума. Лежить в північній частині Пакистану. Має форму піраміди, розташована на схід від Ракапоші. Ця вершина є  93-ю за висотою вершиною світу.

В 1964 р. Діран був метою невеликої експедиції із Зальцбурга (Австрія) за участю Вальтера Фріша, Гейнца Еггерт, Герберта Едлакера. У зв'язку з поганою погодою і обмеженим часом було здійснено лише одну спробу.
В 1965 р. група Кіотської федерації альпінізму (Японія) під керівництвом Р. Кодані в складі 8 альпіністів обрала своєю метою часто штурмований пік Мінапін, або Діран. У червні штурмовий табір був піднятий до 6700 м. Зв'язка Цухіморі — Коняма, що вийшла з цього табору на штурм, піднялася до 7200 м. Але вітер і снігопад змусили альпіністів здатися, і перед спуском їм навіть довелося зупинитися на холодний бівак. Взагалі дивно, що Діран, по всій видимості технічно не складна вершина, незважаючи на багато спроб, до того часу ще не був підкорений.
Перше вдале сходження на Діран було здійснене в 1968 р. альпіністами  австрійської експедиції Rainer Goeschl, Rudolph Pischinger i Hanns Schell.